# 卡修斯·朗基努斯
卡修斯·朗基努斯（希臘語：Κάσσιος Λογγῖνος；213年—273年），著名希腊修辞学家和哲学家。他曾为泽诺比娅女王顾问，奥勒良攻克巴尔米拉后，他因为支持泽诺比娅女王而被处死。其作品有残篇传世，他曾被视为《论崇高》的作者，但是现在一般并不这么认为。

## 扩展阅读
- 來自卡修斯·朗基努斯的LibriVox公共領域有聲讀物